# 靈界
根據新宗教運動中的靈性主義，幽靈性世界（英語：Spirit world），簡稱靈性世界，幽靈界或者靈界，是由各種靈性表現形式的善或惡的「靈」佔有的世界或領域。 宗教關注的是內在生命，而靈性世界則被視為靈性的外部環境。 該學說認為，雖然獨立於自然界，但靈性世界和自然界都處於不斷的相互作用中；透過通靈，這些世界可以有意識地相互交流。 靈性世界有時被來自自然世界的靈媒以出神（英語：Trance）狀態描述。

## 基督教的靈界觀
基督教認為，人死後會根據身前的善惡行為，或者得救與否，受到審判到天堂或地獄去。

## 道教的靈界觀
道教認為，人死後將在人世停留49天，每隔7天入地府報到，天魂歸天路，地魂歸地府，人魂則徘徊於墓地之間，因人魂本來是「祖德」歷代姓氏流傳接代之肉身。以七魄在身其性行之魄力，死亡後在墓地對神主，來來往往之走上人路之寄託處。

## 民俗信仰的靈界觀
「儒宗神教」的鬼神觀裡，人有三魂，生魂，覺魂，靈魂。
人若死後生魂會消滅，靈魂就依因果循環六道之中輪迴。如果善業大於惡業便投胎至天界或人界，至天界靈魂和覺魂便會合一，至人間則舊覺魂消滅，再新生一覺魂一生魂投胎。
如果惡業大於善業就至地獄道，靈魂會在地獄受刑受苦。只有農曆七月十五日才能至人間，覺魂則留在世間排徊，直到靈魂受苦完投胎至人界。

## 佛教的靈界觀
佛教認為，人死後將在「中陰身」當中等待機緣一到，便投胎到六道輪迴之中，如果生在餓鬼道，生存空間則與人間重疊。

## 其他个人觀點
台大教授李嗣涔透過多項研究間接證實，宇宙當中，除了物理世界外，尚有充滿「訊息」的「靈界」存在。不過由於是透過「特異功能」去捕捉訊息，並非透過可重複驗證的實驗證實，仍需更多直接證據佐證。